# Augustin Daly
John Augustin Daly (Plymouth, 20 de julho de 1838 - Paris, 7 de junho de 1899) foi um dos homens mais influentes do teatro americano durante sua vida. Crítico de teatro, gerente de teatro, dramaturgo, diretor de teatro e adaptador, ele se tornou o primeiro diretor de teatro reconhecido nos Estados Unidos. Ele exerceu um controle feroz e tirânico sobre todos os aspectos de suas produções. Suas regras de conduta para atores e atrizes impuseram pesadas multas por aparições tardias e falas esquecidas e lhe renderam o título de "o autocrata do palco". Ele formou uma companhia permanente em Nova York e abriu o Daly's Theatre em Nova York em 1879 e uma segunda em Londres em 1893.

## Biografia
Augustin Daly nasceu em Plymouth, Carolina do Norte, filho do capitão Denis Daly, capitão de mar e armador, e Elizabeth, filha do tenente John Duffy, do exército britânico. Ele foi educado em Norfolk, Virgínia, e nas escolas públicas da cidade de Nova York. Sua mãe, que ficou viúva prematuramente, levou seus dois filhos para a cidade de Nova York, onde logo se tornaram freqüentadores dos cinemas e eram membros de grupos amadores, que sob nomes como "Burton Association" ou "Murdoch Association" eram os precursores do Little Theatre Movement.
Foi crítico dramático de vários jornais de Nova York desde 1859 e adaptou ou escreveu várias peças, sendo Under the Gaslight (1867) o seu primeiro sucesso. Em 1869, tornou-se gerente do Fifth Avenue Theatre na 24th St. e em 1873 o Fifth Avenue Theatre na 28th. Em 1879, reconstruiu e abriu o Daly's Theatre na Broadway e na 30th Street em Nova York e, em 1893, o Daly's Theatre em Londres.

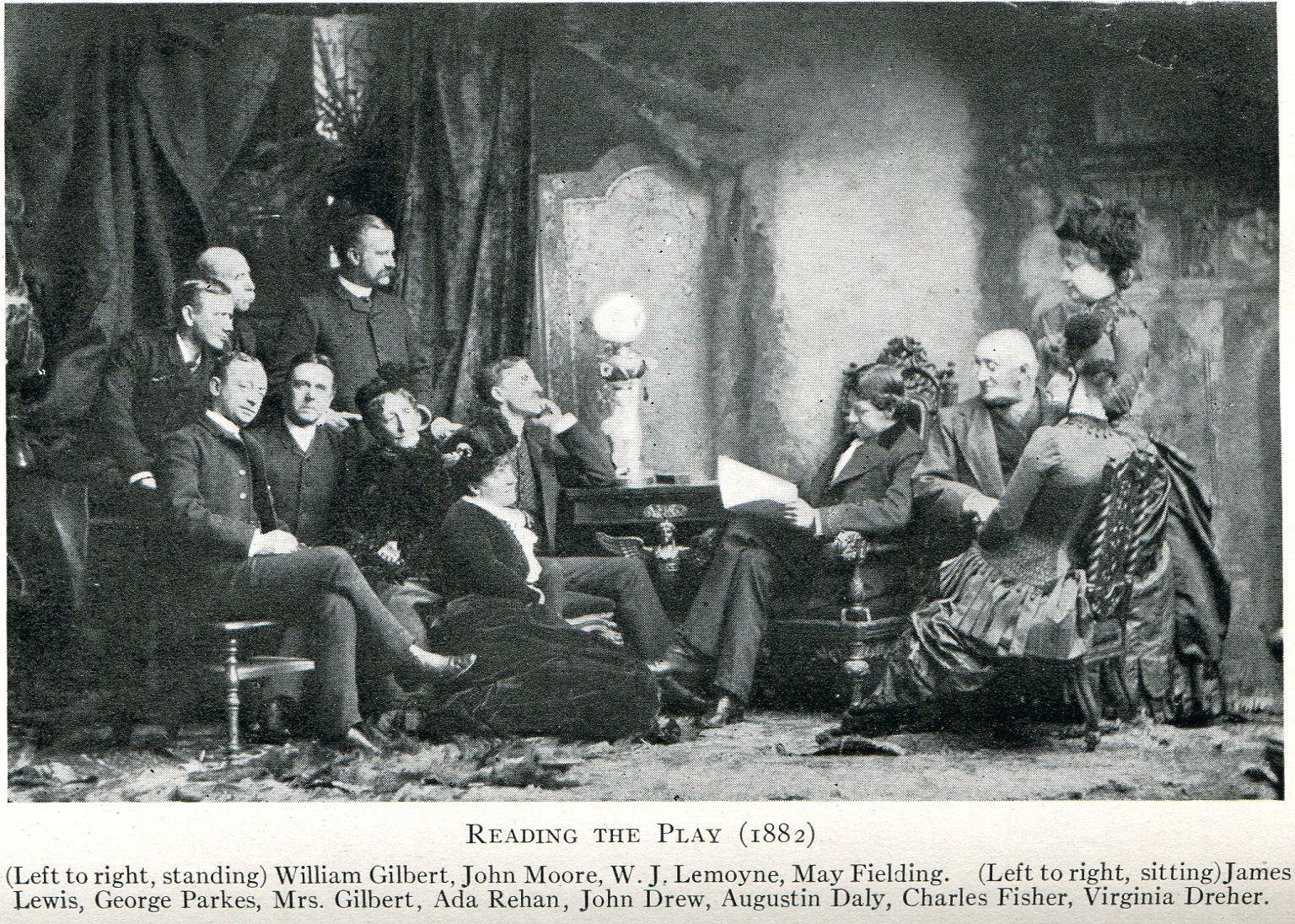
Lendo a peça (1882)

No primeiro deles, ele reuniu uma companhia de atores, liderada por Ada Rehan, que conquistou uma grande reputação e, para eles, adaptou peças de fontes estrangeiras e reviveu as comédias de William Shakespeare de uma maneira antes desconhecida na América. Ele levou a companhia em turnê, visitando a Inglaterra, Alemanha e França, e alguns dos melhores atores no cenário americano devem seu aprendizado e primeiros sucessos a ele. Entre eles estavam Clara Morris, Sara Jewett, John Drew Jr., Maurice Barrymore, Fanny Davenport, Agnes Ethel, Maude Adams, Sra. Gilbert, Tyrone Power, Sr., Ada Dyas, Isadora Duncan, Maud Jeffries e muitos outros. Sua peça Leah the Forsaken, adaptada de Deborah, de Hermann Salomon Mosenthal, foi um veículo importante para Margaret Mather.
Suas produções de Shakespeare eram frequentemente severamente criticadas por George Bernard Shaw, que atuou como crítico de teatro durante esses anos. Shaw levou Daly a trabalhar seriamente para cortar as peças de Shakespeare e apresentá-las de maneiras não-ortodoxas. (Shaw acreditava fortemente em apresentar as peças de Shakespeare sem cortes.) Várias críticas de Shaw às produções de Daly Shakespeare foram reimpressas na antologia Shaw on Shakespeare.
Daly era um grande amante de livros e sua valiosa biblioteca foi dispersa em leilão após sua morte, que ocorreu em Paris. Além de peças, originais e adaptadas, ele escreveu Woffington: uma homenagem à atriz e à mulher (1888).
Dora Knowlton Ranous, uma antiga atriz da empresa Daly, publicou um livro de memórias de 1910 de suas experiências, intitulado Diário de um Daly Débutante.

## Trabalhos notáveis

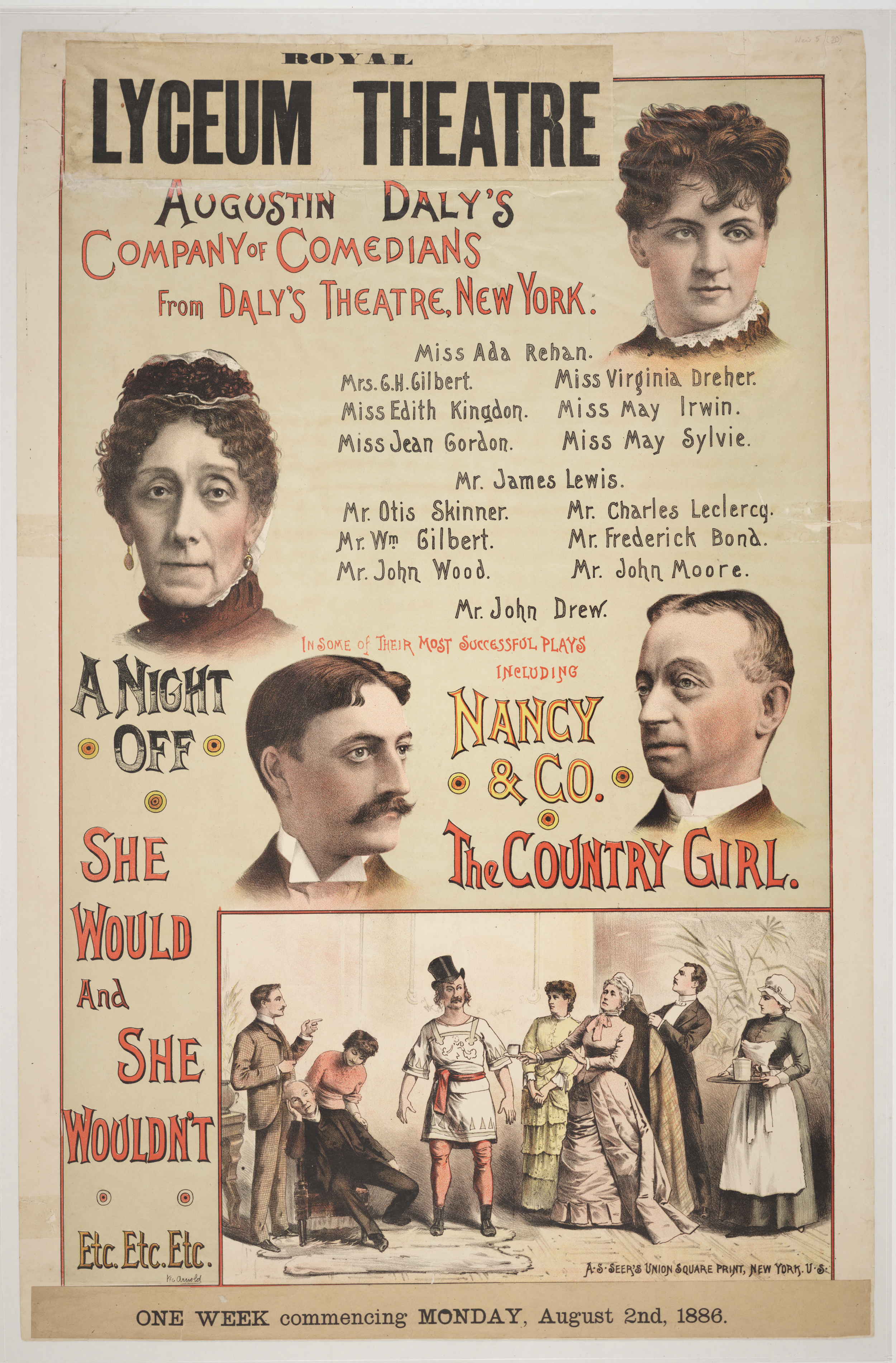
Cartaz do Royal Lyceum, 1886

Under the Gaslight (1867), há um exemplo da mistura de realismo e melodrama de Daly, vista na autenticidade de sua representação de locais reais e no uso de comentários sociais. A peça introduziu o dispositivo agora clichê do vilão amarrando alguém nos trilhos da ferrovia, embora em uma inversão dos papéis habituais tenha sido o herói que foi amarrado e a heroína que o salvou. No livro Vagrant Memories, o autor, William Winter lembra como Daly criou o dispositivo. Ele diz: "Ele me disse uma vez sob quais circunstâncias ele criou este dispositivo. Ele estava voltando para casa à noite, pensando intensamente na peça que começara a escrever, quando de repente o expediente da coroação lhe ocorreu e, no mesmo instante, tropeçou em uma laje fora de lugar, batendo com o pé direito na beira da pedra. sofrendo uma ferida grave. "Eu estava perto da minha porta", disse ele, "e corri para dentro de casa, me joguei em uma cadeira, segurando meu pé machucado com as duas mãos, pois a dor era grande e exclamando repetidamente: 'Eu' entendi! Eu entendi! E bate em ferro quente em pedaços!" Eu nem estava pensando na dor. Eu tinha o pensamento de amarrar meu herói em uma ferrovia e ser resgatado por sua namorada, bem a tempo, antes da rápida passagem de um trem expresso através de um palco escuro.
A Flash of Lightning (1868), como Under the Gaslight, é puro melodrama, com água e fogo fornecendo cenas de ação e efeitos especiais para seu público ansioso.
Horizon (1871) é uma adaptação de uma história de Bret Harte sobre a expansão ocidental dos Estados Unidos; é um exemplo da popularidade do drama ocidental, juntamente com o interesse de Daly no realismo da variedade de cores local, embora permaneça melodramático.
Divorce (1871) e Pique (1875), ambas adaptações de romances britânicos, demonstram as tentativas de Daly de criar comédia social, embora as peças continuem um tanto melodramáticas.